# Knut Heyerdahl-Larsen
Knut Heyerdahl-Larsen (11 ottobre 1887 – 28 maggio 1969) è stato un calciatore norvegese, di ruolo attaccante.

## Carriera

### Club
Heyerdahl-Larsen giocò con la maglia del Lyn Oslo.

### Nazionale
Conta una presenza per la Norvegia. L'11 settembre 1910, infatti, fu in campo nella sconfitta per 0-4 contro la Svezia.

## Palmarès

### Club

#### Competizioni nazionali
- Coppa di Norvegia: 2

Lyn Oslo: 1908, 1909